# Kenneth Nowakowski
Kenneth Anthony Adam Nowakowski (ur. 16 maja 1958 w North Battleford) – kanadyjski duchowny greckokatolicki, eparcha Londynu od 2020, wizytator apostolski dla wiernych greckokatolickich z Ukrainy mieszkających w Republice Irlandii i Irlandii Północnej od 2022. 

## Życiorys
Święcenia kapłańskie przyjął 19 sierpnia 1989 i został inkardynowany do eparchii Saskatoon. Przez kilkanaście lat pracował jednak we Lwowie. Był m.in. wicekanclerzem kurii archieparchii lwowskiej, wicerektorem lwowskiego seminarium oraz przewodniczącym ukraińskiej Caritas. W 2001 powrócił do kraju i objął stanowisko rektora greckokatolickiego seminarium w Ottawie. W latach 2006–2007 był także kanclerzem saskatoońskiej kurii.
1 czerwca 2007 został mianowany eparchą New Westminster, zaś 24 lipca 2007 został konsekrowany na biskupa.
15 stycznia 2020 otrzymał nominację na eparchę Londynu, zaś 21 marca 2020 odbyła się jego intronizacja.
4 lipca 2022 papież Franciszek minował go wizytatorem apostolskim dla wiernych greckokatolickich z Ukrainy mieszkających w Republice Irlandii i Irlandii Północnej.